# Darja Piszczalnikowa
Darja Piszczalnikowa ros. Дарья Витальевна Пищальникова, (ur. 19 lipca 1985) – rosyjska lekkoatletka, dyskobolka, mistrzyni Europy z 2006, dwukrotna wicemistrzyni świata w juniorskich kateriach wiekowych (2001 – kadetki, 2004 – juniorki).
Tydzień przed rozpoczęciem igrzysk olimpijskich w Pekinie Międzynarodowe Stowarzyszenie Federacji Lekkoatletycznych (IAAF) wykluczyło ze startu Darię Piszczalnikową i sześć innych reprezentantek Rosji (biegaczki - Tatjana Tomaszowa, Julija Fomienko, Swietłana Czerkasowa, Jelena Sobolewa i Olga Jegorowa oraz była rekordzistka świata w rzucie młotem Gulfija Chanafiejewa) za manipulacje z próbkami przeznaczonymi do badań dopingowych. Wszystkie zawodniczki zostały zawieszone i nie mogły wystartować w Letnich Igrzyskach Olimpijskich 2008.
22 lipca 2009 ogłoszono anulowanie wszystkich rezultatów Piszczalnikowej uzyskanych od 10 kwietnia 2007 (m.in. odebrano Rosjance srebrny medal mistrzostw świata 2007 i złoto młodzieżowych mistrzostw Europy 2007)  oraz dyskwalifikację zawodniczki do 30 kwietnia 2011.
Pod koniec kwietnia 2013 rosyjska federacja lekkoatletyczna poinformowała, że ponowne badania próbek pobranych w maju 2012 roku potwierdziły stosowanie niedozwolonych sterydów anabolicznych przez Piszczalnikową. W tej sytuacji anulowano wyniki uzyskane od tego czasu przez zawodniczkę. Została ona również ukarana dziesięcioletnią dyskwalifikacją oraz odebraniem olimpijskiego medalu z Londynu.
Rekord życiowy: 70,69 (2012).